# Dindica subrosea
Dindica subrosea är en fjärilsart som beskrevs av W. Warren 1893. Dindica subrosea ingår i släktet Dindica och familjen mätare. Inga underarter finns listade i Catalogue of Life.